# 番匠幸一郎
番匠 幸一郎（ばんしょう こういちろう、1958年〈昭和33年〉1月 - ）は、日本の陸上自衛官。西部方面総監（35代）。鹿児島県鹿児島市出身。
防衛大学校本科第24期卒業。職種は普通科。防衛大学校の同期に中谷元・田邉揮司良・磯部晃一・松尾幸弘・福田築。
2004年からの自衛隊イラク派遣では第一次復興支援群長（当時は1等陸佐）を務めた（第1次イラク復興支援群長当時、同時に派遣されていた第1次イラク復興業務支援隊長は佐藤正久（元1等陸佐）だった）。

## 略歴
- 1958年（昭和33年）1月：鹿児島県生まれ。
- 1980年（昭和55年）3月：防衛大学校卒業（国際関係論専攻）
- 1981年（昭和56年）3月：第30普通科連隊に配属
- 1982年（昭和57年）：富士学校幹部レンジャー課程修了
- 1991年（平成03年）1月：3等陸佐
- 外務省アジア局北東アジア課、総合商社・丸紅出向
- 1994年（平成06年）7月：2等陸佐
- 1999年（平成11年）
  - 1月：1等陸佐に昇任
  - 3月：中央資料隊付・アメリカ陸軍戦略大学（United States Army War College）留学
- 2000年（平成12年）12月1日：陸上幕僚監部防衛部防衛課防衛班長
- 2002年（平成14年）12月2日：第3普通科連隊長兼名寄駐屯地司令
- 2004年（平成16年）
  - 1月：第1次イラク復興支援群長として自衛隊イラク派遣に参加
  - 8月30日：陸上幕僚監部監理部総務課広報室長
- 2005年（平成17年）7月28日：陸将補に昇任（防大24期一選抜）、西部方面総監部幕僚副長
- 2007年（平成19年）7月3日：第31代 陸上自衛隊幹部候補生学校長兼前川原駐屯地司令
- 2009年（平成21年）3月24日：陸上幕僚監部防衛部長
- 2011年（平成23年）
  - 3月～4月12日：兼ねて統合幕僚監部付（東日本大震災二国間(日米)危機対応チームリーダー）
  - 8月5日：陸将に昇任、第3師団長
- 2012年（平成24年）7月26日：第50代 陸上幕僚副長
- 2013年（平成25年）8月22日：第35代 西部方面総監に就任
- 2015年（平成27年）
  - 8月4日：退官
  - 12月1日：丸紅株式会社輸送機グループ顧問
- 2016年（平成28年）：国家安全保障局顧問
- 2018年（平成30年）：全日本銃剣道連盟会長
- 2023年（令和5年）：防衛大臣政策参与